# Чепчин (Калинковичский район)
Чепчин (бел. Чапчын) — деревня в Зеленочском сельсовете Калинковичского района Гомельской области Беларуси.

## География

### Расположение
В 29 км на северо-восток от Калинкович, 10 км от железнодорожной станции Горочичи (на линии Жлобин — Калинковичи), 122 км от Гомеля.

### Гидрография
На западе мелиоративные каналы.

## Транспортная сеть
Транспортные связи по просёлочной, затем автомобильной дороге Гомель — Лунинец. Планировка состоит из прямолинейной меридиональной улицы, к которой на юге присоединяется криволинейная, близкая к широтной ориентации улица. Застройка двусторонняя, неплотная, деревянная усадебного типа.

## История
Основана в начале XX века. В 1908 году фольварк, в Домановичской волости Речицкого уезда Минской губернии 7 жителей. Наиболее активное заселение этих мест относится к 1920-м годам. В 1931 году жители вступили в колхоз. Во время Великой Отечественной войны 31 житель погиб на фронте. Согласно переписи 1959 года в составе колхоза имени М. И. Калинина (центр — деревня Носовичи).

## Население

### Численность
- 2004 год — 34 хозяйства, 64 жителя.

### Динамика
- 1959 год — 209 жителей (согласно переписи).
- 2004 год — 34 хозяйства, 64 жителя.